# Anelasmocephalus cambridgei
Anelasmocephalus cambridgei is een hooiwagen uit de familie kaphooiwagens (Trogulidae). De wetenschappelijke naam van Anelasmocephalus cambridgei gaat terug op Westwood.